# Cristóbal Gregorio Portocarrero y Funes de Villalpando
Cristóbal Gregorio Portocarrero y Funes de Villalpando (Montijo, 2 de junio de 1693-Madrid, 15 de junio de 1763) fue un noble, diplomático y hombre de estado español.

## Orígenes familiares
Cristóbal Gregorio Portocarrero y Funes de Villalpando fue hijo del IV conde de Montijo Cristóbal Portocarrero de Guzmán, de quien heredó el título y la grandeza de España, y de su tercera mujer María Regalado Funes de Villalpando y Monroy, IV marquesa de Osera, de Castañeda y de Ugena.

## Biografía
En 1704, falleció su padre, heredando todos sus títulos. La sucesión familiar coincidió con la Guerra de Sucesión, en la que tomó partido por Felipe V, cuyas tropas estuvieron alojadas en su villa de Fuentidueña, en 1710, camino de Madrid. El apoyo prestado al rey le convirtió en un personaje con gran influencia no solo durante el reinado de Felipe V, sino también en los de Fernando VI y Carlos III.
Entre 1732 y 1735, Felipe V le confió el cargo de embajador de España en Londres, una de las embajadas más importantes en ese momento.
El prestigio alcanzado como embajador en Londres, le permitió acceder a la presidencia del Consejo de Indias en 1737, puesto que dejó provisionalmente para encabezar la delegación diplomática española en la dieta de Frankfurt de 1741 donde fue elegido el emperador Carlos VII. A su regreso a España en 1744 retomó su puesto en la presidencia del Consejo de Indias, siendo nombrado mayordomo mayor de la reina Isabel de Farnesio en 1745.
En 1748, tras el advenimiento al trono español de Fernando VI, fue retirado de sus cargos.

## Matrimonio e hijos
Cristóbal Gregorio Portocarrero y Funes de Villalpando contrajo matrimonio con María Fernández de Córdoba y Portocarrero (1693-1747), naciendo del enlace un solo hijo, Cristóbal Pedro de Portocarrero y Fernández de Córdoba, que falleció antes que su padre, dejando como heredera a su hija, doña María Francisca de Sales de Portocarrero y López de Zúñiga.
| Predecesor: Cristóbal Portocarrero de Guzmán y Enríquez de Luna | Conde de Montijo 1704-1763                                     | Sucesor: María Francisca de Sales de Portocarrero y López de Zúñiga |
| Predecesor: Cristóbal Portocarrero de Guzmán y Enríquez de Luna | Conde de Fuentidueña 1704-1763                                 | Sucesor: María Francisca de Sales de Portocarrero y López de Zúñiga |
| Predecesor: Baltasar de Zúñiga y Guzmán                         | Presidente del Consejo de Indias Junio de 1737 - enero de 1748 | Sucesor: Ramiro Núñez de Guzmán                                     |